# دوري السوبر الصيني 2014
الدوري الصيني الممتاز 2014 (بالصينية: 2014年中国足球超级联赛) هو الموسم 55 من الدوري الصيني الممتاز. أقيم خلال الفترة 7 مارس 2014 وحتى نوفمبر 2014، وأشرف على تنظيمه الاتحاد الآسيوي لكرة القدم، وكان عدد الأندية المشاركة فيه 16، وفاز فيه غوانغجو إفرغراند تاوباو.